# Thylacodes margaritaceus
Thylacodes margaritaceus is een slakkensoort uit de familie van de Vermetidae. De wetenschappelijke naam van de soort is voor het eerst geldig gepubliceerd in 1844 door Rosseau in Chenu.